# Sigma3 Cancri
Título a ser usado para criar uma ligação interna é Sigma3 Cancri.
Sigma3 Cancri (64 Cancri) é uma estrela na direção da constelação de Cancer. Possui uma ascensão reta de 08h 59m 32.68s e uma declinação de +32° 25′ 07.1″. Sua magnitude aparente é igual a 5.23. Considerando sua distância de 320 anos-luz em relação à Terra, sua magnitude absoluta é igual a 0.27. Pertence à classe espectral G9III.